# Academia Brasileira de Letras
Koordinaten: 22° 54′ 37,93″ S, 43° 10′ 21,88″ W

Logo der ABL, Motto: Ad immortalitatem (Zur Unsterblichkeit)

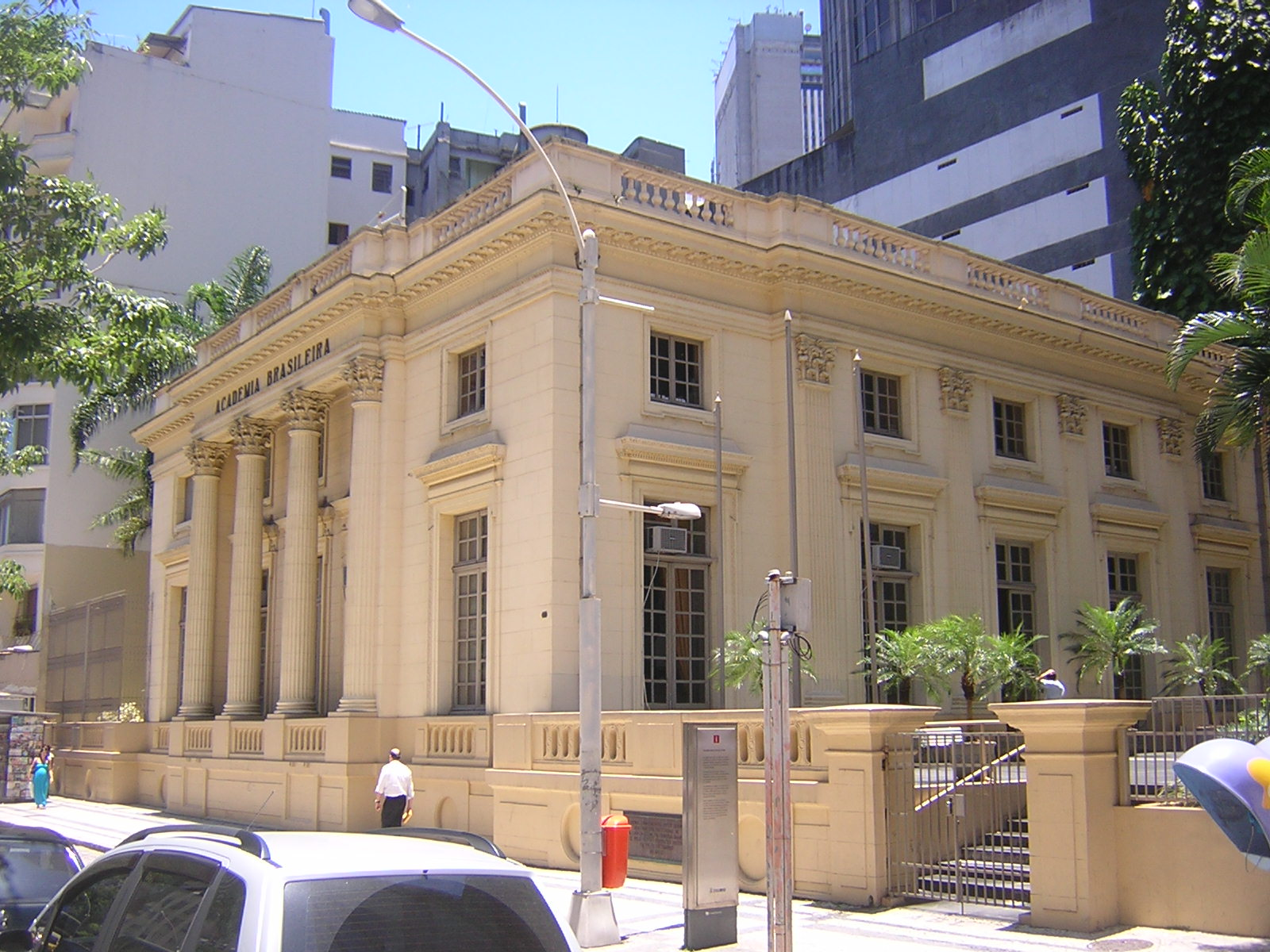
Die Academia Brasileira de Letras in Rio de Janeiro (2009)

Die Academia Brasileira de Letras (ABL) (deutsch: Brasilianische Akademie der Literatur, Aussprache: [akadeˈmiɐ bɾaziˈlejɾɐ dʒi ˈletɾɐs] ⓘ) ist eine brasilianische Literaturgesellschaft in Rio de Janeiro, die Ende des 19. Jahrhunderts von 40 Schriftstellern und Dichtern nach dem Vorbild der französischen Académie française gegründet wurde. Ihr Ziel ist die Pflege der brasilianischen Sprache und Literatur, als Sprachverein ist sie auch höchste Instanz für das brasilianische Portugiesisch. Seit 2017 amtiert Marco Lucchesi als 52. Präsident.

## Geschichte

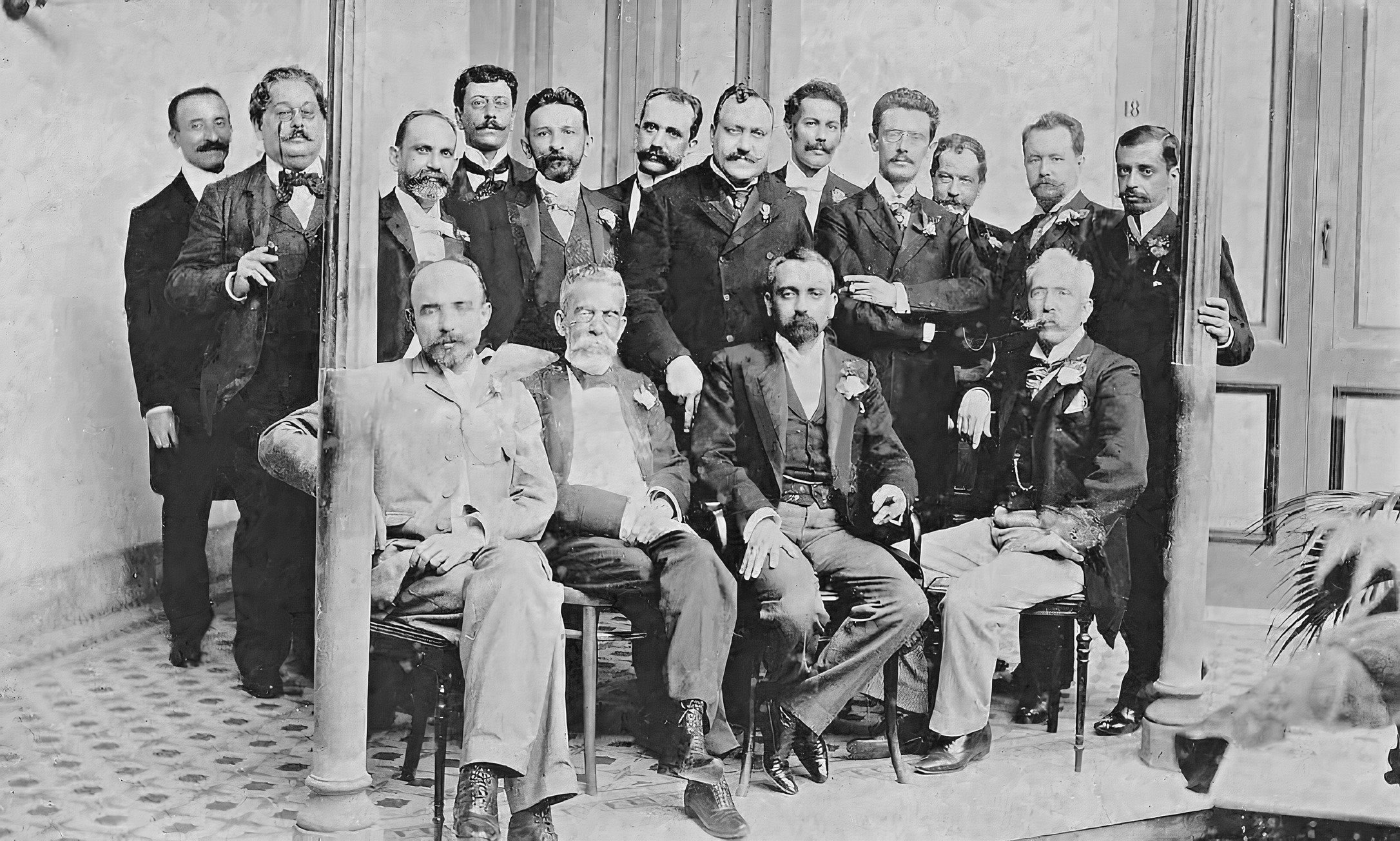
Machado de Assis und Freunde, spätere Gründungsmitglieder der Akademie, 1890.
Stehend: Rodolfo Amoedo, Artur Azevedo, Inglês de Sousa, Olavo Bilac, José Veríssimo, Sousa Bandeira, Filinto de Almeida, Guimarães Passos, Valentim Magalhães, Rodolfo Bernardelli, Rodrigo Octavio, Heitor Peixoto. Sitzend: João Ribeiro, Machado de Assis, Lúcio de Mendonça, José Júlio da Silva Ramos.

Die Gründung der Gesellschaft erfolgte am 15. Dezember 1896 durch den durch Zuruf gewählten ersten Präsidenten Joaquim Maria Machado de Assis. Nach Annahme der Satzung am 28. Januar 1897 folgte die Errichtung der Akademie am 20. Juli 1897. Sie setzte sich aus 40 Gründungsmitgliedern, Fundadores, zusammen. Die Mitglieder behalten diese Position bis zu ihrem Lebensende. Sie wählen ihrerseits weitere 20 internationale, „korrespondierende“ Mitglieder.
Neue Mitglieder werden durch Wahl berufen, wenn einer der nummerierten Sitze, der „cadeiras“, die nach einem Namenspatron, dem Patrono benannt sind, frei wird. Bei offiziellen Anlässen tragen die Mitglieder Uniform mit Schwert, das sogenannte „fardão“. Bis 1977, als die Erzählerin Rachel de Queiroz für den Sitz Nr. 5 gewählt wurde, gab es ausschließlich männliche Mitglieder, heute liegt der Anteil bei 10 % Frauen, davon fungierten Nélida Piñon 1996–1997  und Ana Maria Machado 2012 bis 2013 als Präsidentin.

## Das Gebäude „Petit Trianon“
1923 wurde dank der Initiative des Präsidenten der Akademie, Afrânio Peixoto, und des französischen Botschafters, Raymond Conty, das Gebäude des französischen Pavillons der „Exposição do Centenário da Independência do Brasil“, das „Petit Trianon“ („Kleines Trianon“) der Akademie
geschenkt. Dieses Gebäude im neoklassizistischen Stil ist ein Nachbau des „Petit Trianon“ von Versailles, seinerzeit erbaut zwischen 1762 und 1769 durch den Architekten Ange-Jacques Gabriel.
1932 wurde anlässlich eines Gedenkaktes zum 100. Todestag Goethes auf Anregung von Edgar Roquette-Pinto im Garten des „Petit Trianon“ eine „Goethea“, ein nach Goethe benanntes Malvengewächs, als Symbolpflanze des Humanismus gepflanzt.
In neuerer Zeit eröffnete die Akademie eine der größten öffentlichen Bibliotheken in Rio de Janeiro mit rund 90.000 Bänden und einem großen Medienzentrum.
Die Akademie vergibt jährlich verschiedene Literaturpreise, von denen der Prêmio Machado de Assis der bedeutendste brasilianische Preis ist, der für das Lebenswerk vergeben wird. Er ist mit R$ 100.000 dotiert. Des Weiteren gibt es Preise für Dichtung, Drama, Essay, Kritik oder Kinderliteratur. Ab 2005 wird auch der „Afonso Arino de Melo Franco Preis“ vergeben.

## Derzeitige Mitglieder

### Reguläre Mitglieder
| Sitz | Name                         | Geboren | Mitglied seit |
| ---- | ---------------------------- | ------- | ------------- |
| 1    | Ana Maria Machado            | 1941    | 2003          |
| 2    | Eduardo Giannetti            | 1957    | 2021          |
| 3    | Joaquim Falcão               | 1943    | 2018          |
| 4    | Carlos Nejar                 | 1939    | 1988          |
| 5    | Ailton Krenak                | 1953    | 2023          |
| 6    | vakant                       |         |               |
| 7    | vakant                       |         |               |
| 8    | Ricardo Cavaliere            | 1953    | 2023          |
| 9    | Lilia Moritz Schwarcz        | 1957    | 2024          |
| 10   | Rosiska Darcy de Oliveira    | 1944    | 2013          |
| 11   | Ignácio de Loyola Brandão    | 1936    | 2019          |
| 12   | Paulo Niemeyer Soares Filho  | 1952    | 2021          |
| 13   | Ruy Castro                   | 1948    | 2022          |
| 14   | Celso Lafer                  | 1941    | 2006          |
| 15   | Marco Lucchesi               | 1963    | 2011          |
| 16   | Jorge Caldeira               | 1955    | 2022          |
| 17   | Fernanda Montenegro          | 1929    | 2022          |
| 18   | Arnaldo Niskier              | 1935    | 1984          |
| 19   | Antonio Carlos Secchin       | 1952    | 2004          |
| 20   | Gilberto Gil                 | 1942    | 2021          |
| 21   | Paulo Coelho                 | 1947    | 2002          |
| 22   | João Almino                  | 1950    | 2017          |
| 23   | Antônio Torres               | 1940    | 2013          |
| 24   | Geraldo Carneiro             | 1952    | 2016          |
| 25   | Alberto Venâncio Filho       | 1934    | 1991          |
| 26   | José Roberto de Castro Neves |         | 2025          |
| 27   | Antonio Cicero Correia Lima  | 1945    | 2017          |
| 28   | Domício Proença Filho        | 1936    | 2006          |
| 29   | Geraldo Holanda Cavalcanti   | 1929    | 2010          |
| 30   | Paulo Henriques Britto       | 1951    | 2025          |
| 31   | Merval Pereira               | 1949    | 2011          |
| 32   | Zuenir Ventura               | 1931    | 2014          |
| 33   | vakant                       |         |               |
| 34   | Evaldo Cabral de Mello       | 1936    | 2014          |
| 35   | Godofredo de Oliveira Neto   | 1951    | 2022          |
| 36   | Fernando Henrique Cardoso    | 1931    | 2013          |
| 37   | Arno Wehling                 | 1947    | 2017          |
| 38   | José Sarney                  | 1930    | 1980          |
| 39   | José Paulo Cavalcanti Filho  | 1948    | 2021          |
| 40   | Edmar Bacha                  | 1942    | 2016          |

### Korrespondierende Mitglieder
| Sitz | Name                         | Geboren | Land                   | seit |
| ---- | ---------------------------- | ------- | ---------------------- | ---- |
| 1    | Didier Lamaison              | 1947    | Frankreich             | 2009 |
| 2    | Edgar Morin                  | 1921    | Frankreich             | 2017 |
| 3    | António Valdemar             | 1938    | Portugal               | 2013 |
| 4    | António Braz Teixeira        | 1936    | Portugal               | 2002 |
| 5    | Mia Couto                    | 1955    | Mosambik               | 1998 |
| 6    | Arnaldo Saraiva              | 1939    | Portugal               | 2008 |
| 7    | Benjamin Moser               | 1976    | USA                    | 2021 |
| 8    | Julio María Sanguinetti      | 1936    | Uruguay                | 2021 |
| 9    | Ettore Finazzi-Agrò          | 1950    | Italien                | 2022 |
| 10   | Darlene J. Sadlier           | 1950    | USA                    | 2019 |
| 11   | José Carlos de Vasconcelos   | 1940    | Portugal               | 2012 |
| 12   | vakant                       |         |                        |      |
| 13   | Jean-Christophe Rufin        | 1952    | Frankreich             | 2018 |
| 14   | John Gledson                 | 1945    | Vereinigtes Königreich | 2023 |
| 15   | Berthold Zilly               | 1945    | Deutschland            | 2018 |
| 16   | Leslie Bethell               | 1937    | Vereinigtes Königreich | 2010 |
| 17   | Antonio Maura                | 1953    | Spanien                | 2011 |
| 18   | Telmo dos Santos Verdelho    | 1943    | Portugal               | 2021 |
| 19   | Miriam Tivon                 | 1946    | Israel                 | 2023 |
| 20   | Guilherme d’Oliveira Martins | 1952    | Portugal               | 2021 |

## Korrespondierende Mitglieder aus Deutschland
Als korrespondierende Mitglieder waren aus Deutschland gewählt: Theodor Mommsen von 1898 bis zu seinem Tod 1903, Hermann Mathias Görgen von 1989 bis zu seinem Tod 1994 und Curt Meyer-Clason von 1981 bis zu seinem Tod im Januar 2012. Im Juni 2018 wurde Berthold Zilly, einer der bedeutendsten Brasilianisten Deutschlands, zum korrespondierenden Mitglied gewählt.

## Kooperation der ABL mit der Deutschen Akademie Für Sprache und Dichtung
2018 vereinbarten der Präsident der ABL, Marco Lucchesi, und der Präsident der Deutschen Akademie für Sprache und Dichtung, Professor Ernst Osterkamp, eine Kooperation zum kulturellen Austausch.

## Preise der Akademie
Die Akademie vergibt seit 1909 verschiedene Preise, darunter:
- Prêmio ABL de Cinema
- Prêmio ABL de Ensaio crítica e história literária
- Prêmio ABL de Ficção romance teatro e conto
- Prêmio ABL de História e Ciências Sociais
- Prêmio ABL de Literatura Infantojuvenil
- Prêmio ABL de Poesia, Lyrikpreis
- Prêmio ABL de Tradução, Übersetzerpreis
- Prêmio Francisco Alves
- Prêmio Machado de Assis, verliehen für Lebenswerk, seit 1941 verliehen
- Prêmio Abgar Renault (1997)
- Prêmio José Lins do Rego (1998)